# Maison du Pélican
La maison du Pélican est une maison de Malestroit, dans le Morbihan.

## Localisation
La maison est située 5 place du Bouffay, à l'angle de la rue Sainte-Anne, au centre-ville de Malestroit.

## Histoire
La maison est construite au XVe siècle,.
Les façades et toitures sont inscrites au titre des monuments historiques par arrêté du 20 novembre 1931.

## Architecture

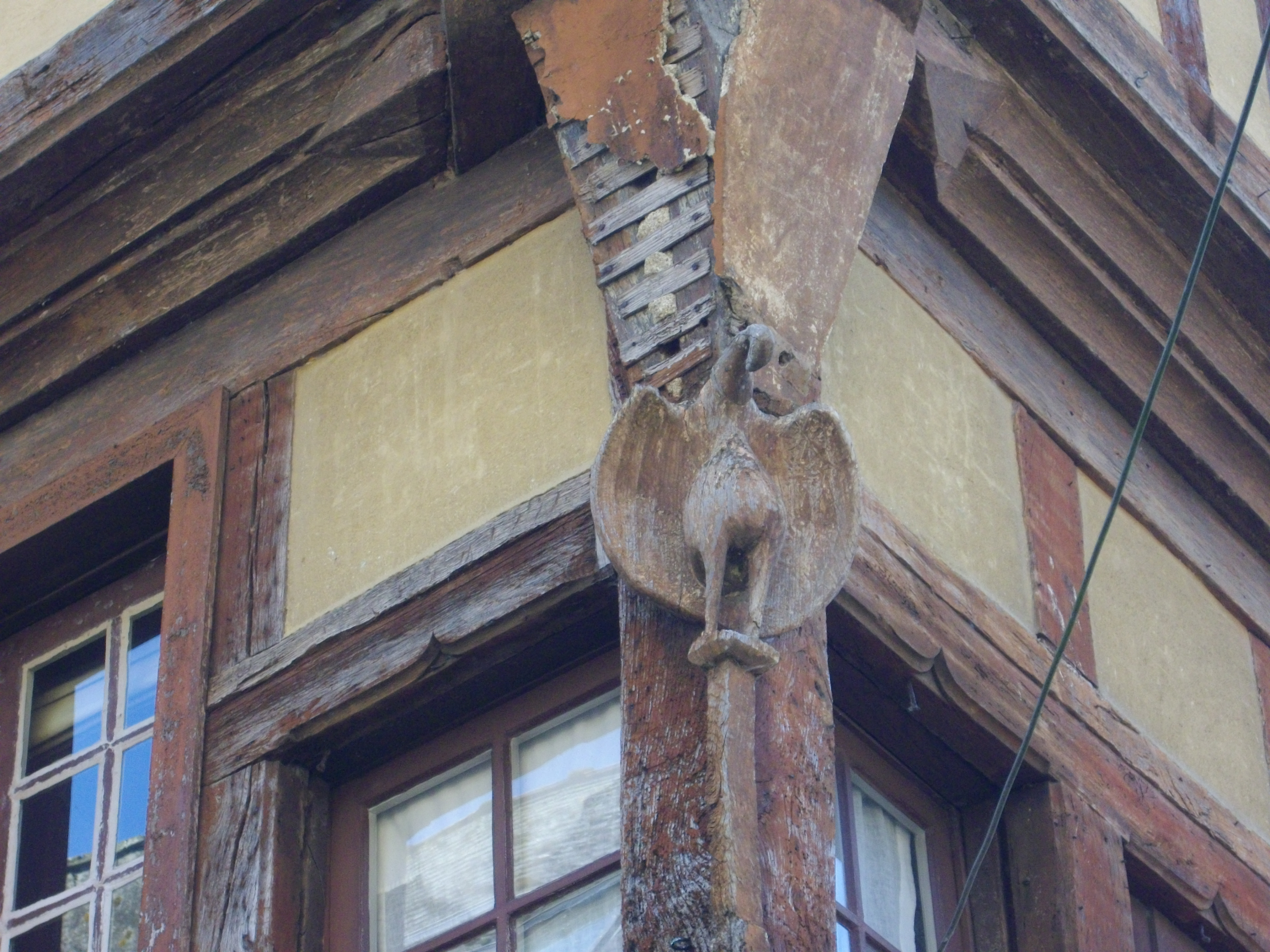
La sculpture de pélican à l'angle de la maison.

La maison est construite en pans de bois et encorbellement selon le style gothique. Décharges et guêtres, dans les étages, raidissent l'ossature. De petites fenêtres accolées, qu'encadrent potelets et écharpes, s'ouvrent sur la façade.
Son nom provient de la sculpture de pélican, symbole de rédemption, qui orne le poteau cornier.